# Touché Amoré
Touché Amoré — американський постгардкор гурт із Лос-Анджелеса, створений у 2007 році. Гурт складається з вокаліста Джеремі Болма, гітаристів Клейтона Стівенса та Ніка Стейнхардта, басиста Тайлера Кірбі та барабанщика Елліота Бабіна. З-поміж інших релізів вони випустили п'ять студійних альбомів: ...To the Beat of a Dead Horse (2009), Parting the Sea Between Brightness and Me (2011), Is Survived By (2013), Stage Four (2016) і Lament (2020).

## Історія

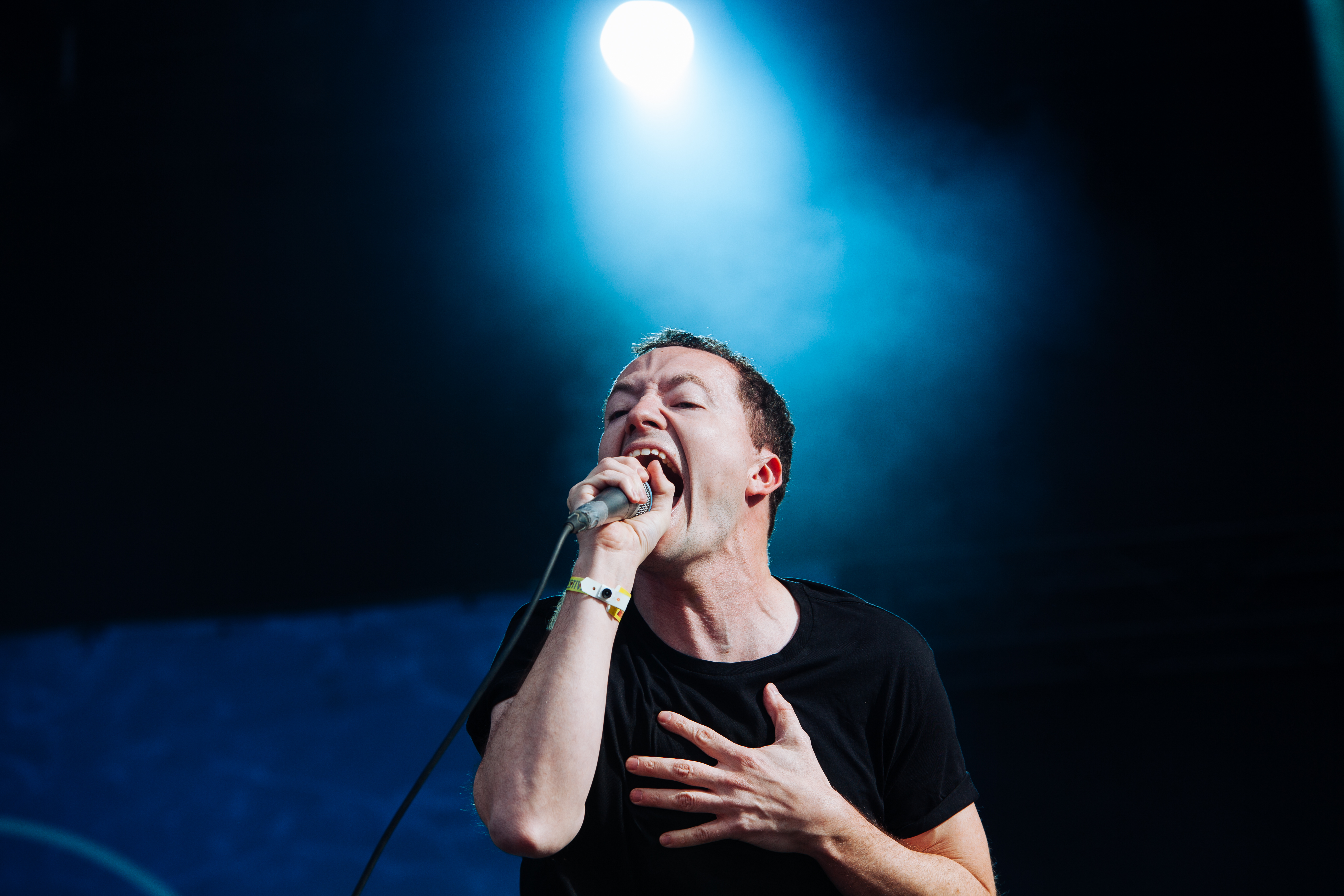
Джеремі Болм виступає з Touché Amoré на Highfield Festival 2014

### Заснування та дебютний альбом (2007—2009)
Гурт випустив дебютне 7-дюймове демо на No Sleep Records у вересні 2008 року.  Після кількох турів західним узбережжям гурт повернувся до студії, щоб записати повноформатний альбом під назвою ...To the Beat of a Dead Horse Альбом був записаний на студії Earth Capital у січні 2009 року. Платівка була випущена в червні 2009 року на лейблах 6131, так і Geoff Rickly з Thursday's Collect Records, обидва з яких були партнерами у випуску платівки. Альбом вийшов тільки у форматі LP та у цифровому варіанті. Альбом отримав загалом позитивні відгуки від критиків, зокрема Sputnikmusic, Punknews.org, та Alternative Press. Він також потрапив до кількох списків «Найкращих альбомів 2009 року».

### Parting the Sea Between Brightness and Me(2010—2012)
Другий студійний альбом Touché Amoré, Parting the Sea Between Brightness and Me, вийшов 7 червня 2011 року на незалежному лейблі Deathwish Inc. Гурт працював з продюсером та інженером Едом Роузом на його студії звукозапису Black Lodge в Юдорі, штат Канзас. Болм вважає, що лірично альбом зосереджений на погіршенні стосунків і пошуку комфорту вдалині від дому під час гастролей, також кажучи, що «він [альбом] стосувався всього, що відбувалося в той момент». Альбом отримав схвальні відгуки багатьох рецензентів, а також посів 6 місце в щорічному чарті «Альбом року» журналу Rock Sound наприкінці 2011 року. Негайне просування альбому в Європі призвело до того, що вони основним супроводжувальним гуртом для La Dispute разом з норвезьким гардкор-панк- гуртом Death Is Not Glamorous. Тур розпочався 27 липня 2011 року і закінчився 12 серпня та збігся з виступами La Dispute і Touché Amoré на Hevy Festival у Великій Британії, Fluff fest у Чехії та Ieperfest у Бельгії.
Наприкінці лютого та в березні 2012 року Touché Amoré гастролювали з Pianos Become the Teeth і Basement. Під час туру по Великій Британії Basement підтримували Touché Amoré протягом половини туру, а Pianos Become the Teeth — протягом другої половини. У проміжку між лютим і березнем гурт виступав на розігріві для Rise Against і Architects у європейському турі. У травні 2012 року Touché Amoré записали та випустили живий мініальбом під назвою Live on BBC Radio 1. EP містить чотири записані треки, на одному з них як гостьовим вокалом виступив Джордан Дрейєр із La Dispute.
Наприкінці 2012 року гурт здійснив тур на підтримку Circa Survive, а в листопаді/грудні 2012 року здійснив тур по Європі та Великобританії з Converge.

### Is Survived By(2013—2015)
Після повернення додому зі свого першого туру по Японії з Ломою Прієтою гурт вирушив до студії для запису нового альбому в Лос-Анджелесі, штат Каліфорнія, у Seagrass Studio з продюсером Бредом Вудом (Sunny Day Real Estate, mewithoutYou, Smashing Pumpkins).
27 червня 2013 року гурт оголосив назву альбому і дату його виходу — 24 вересня 2013 року. Is Survived By вийшов на Deathwish Inc. Прем'єра відкриваючого треку альбому, «Just Exist», відбулася 30 липня.
Першим туром задля просування нового альбому став виступ на розігріві у AFI, за яким послідував європейський тур як хедлайнери з Self Defense Family і Dad Punchers (тепер Warm Thoughts). Перебуваючи в Європі, гурт записав другу сесію BBC Live on Radio 1, у якій прозвучали три пісні з Is Survived By та «Gravity, Metaphorically» із 7-дюймового спліту Pianos Become the Teeth. Запис був випущений як Live on BBC Radio 1 Vol 2 у 7-дюймовому вересні 2014 року на Deathwish Inc.
У 2014 році гурт гастролював у США разом із mewithoutYou, виступив на SXSW 2014, повернувся до Європи з Birds in Row на розігріві, виступив хедлайнером літнього туру по США за підтримки Tigers Jaw і Dads, повернувся до Європи / Великобританії, щоб виступити на фестивалях у Редінгу та Лідсі, а також на фестивалі Pukkelpop у Бельгії. У серпні гурт вперше грав у Росії. Восени 2014 року гурт здійснив останній тур по США на підтримку Is Survived By разом із Rise Against. Вони повернулися до Японії для туру з ENVY у жовтні, а потім завершили рік на фестивалі The Fest у Гейнсвіллі, штат Флорида, у ніч на Хелловін.
У 2015 році гурт провів обмежений тур, але повернувся до Австралії з Every Time I Die, а після виступу на фестивалі Коачелла 2015 2015 року гастролював Європою з Loma Prieta, Dangers і Newmoon.
Спільний спліт із Self Defense Family, Self Love, був випущений у 2015 році та містить пісні, які обидва гурти записали разом із продюсером Віллом Іпом.

### Stage Four(2016—2018)
16 вересня 2016 року Touché Amoré випустили четвертий студійний альбом і дебютний альбом на Epitaph Records під назвою Stage Four. Назва альбому має подвійне значення, натякаючи як на те, що це четвертий повноформатний альбом гурту, так і на найвищу стадіюраку — посилання на те, що мати Болма померла від раку в 2014 році. Одночасно з анонсом альбому в червні 2016 року гурт випустив трек «Palm Dreams» для онлайн-трансляції. Трек розповідає про усвідомлення Болмом того, що він ніколи не збагне, чому його мати переїхала до Каліфорнії у 1970-х роках. Він уточнив: «Я припускаю, що, оскільки вона була з маленького міста, її очі були широко розплющені від уявлення про Голлівуд. Я впевнений, що хтось із моєї родини міг би сказати мені про це, але це була б не її відповідь. Якщо ця пісня надихне когось поставити питання, які вони ніколи не ставили своїм близьким, я вважатиму, що вона досягла успіху».
Після виходу Stage Four наступні кілька місяців гурт провів у турах і виступах на фестивалях, щоб сприяти просуванню нового альбому. Вони виступали з Balance and Composure і Hum, гастролювали по США з Tiny Moving Parts і Culture Abuse, а також грали на фестивалях Sound on Sound Fest в Остіні та The Wrecking Ball в Атланті. 5 жовтня гурт оголосив, що на початку 2017 року вони вирушать у британсько-європейський тур з Angel Du$t. Навесні 2017 року гурт вирушив у тур по США разом із Thursday і Basement.
19 квітня 2018 року гурт випустив сингл під назвою «Green» на лейблі Epitaph Records.

### Dead Horse XтаLament(2019—дотепер)
Щоб відсвяткувати десятиріччя свого дебютного альбому, ... To The Beat Of A Dead Horse, гурт перезаписав увесь альбом і випустив його 9 серпня 2019 року під назвою Dead Horse X.
10 вересня 2019 року гурт випустив сингл під назвою «Deflector» на лейблі Epitaph Records. Його спродюсував Росс Робінсон. 17 лютого 2020 року гурт повернувся до Робінсона для запису майбутнього п'ятого альбому.
Наприкінці липня 2020 року гурт почав розсилати фанатам флексі-диски з новою піснею Limelight, у записі якої взяв участь вокаліст Енді Галл із гурту Manchester Orchestra. 29 липня гурт офіційно випустив сингл Limelight і анонсував 5-й студійний альбом Lament, який вийшов 9 жовтня 2020 року. Гурт випустив 3 сингли до альбому: Deflector 11 вересня 2019 року, I'll Be Your Host 2 вересня 2020 року та Reminders 30 вересня 2020 року. Вони також випустили два музичні відео, одне на Limelight, а інше на Reminders, останнє з двох складалося з кліпів друзів гурту зі своїми домашніми улюбленцями, і в ньому брали участь такі люди, як Джейсон Аалон Батлер, Скрілекс, Френк Аїро, Кіт Баклі та Енді Галл.
Болм описав Lament як супровідний твір до Stage Four, хоча альбом й відхиляється від теми попереднього запису. Коли його запитали про платівку та її зв’язок із Stage Four, Болм сказав: «Я знав, що більше не хочу писати пісень на цю тему, тому що: а) я вже робив це, б) я не хочу продовжувати жити в цьому просторі, і в) мені потрібно рухатися далі, як людині. Я міг би буквально написати про це ще п’ять альбомів, але це не піде на користь ні мені, ні комусь іншому». Lament отримав позитивні відгуки критиків, набравши 83 бали на Metascore.

## Учасники гурту
| - Джеремі Болм — вокал (2007–дотепер), частково лайв-гітара (2016–дотепер) - Клейтон Стівенс — соло-гітара (2007–дотепер) - Нік Стейнхардт — бас-гітара (2007–2010), ритм-гітара (2010–дотепер) - Еліот Бабін — ударні (2009–дотепер) - Тайлер Кірбі — бас (2010–дотепер) | - Джеремі Сапнік – ударні (2007–2009) - Тайсон Вайт – ритм-гітара (2007–2010) |

## Дискографія

### Студійні альбоми
| Назва                                     | Деталі альбому                                                                                           | Пікові позиції у чартах |
| Назва                                     | Деталі альбому                                                                                           | США                     |
| ----------------------------------------- | --- | ----------------------- |
| ...To the Beat of a Dead Horse            | - Випущено: 4 серпня 2009 р - Лейбл: 6131                                                                | —                       |
| Parting the Sea Between Brightness and Me | - Випущено: 7 червня 2011 р - Лейбл: Deathwish                                                           | —                       |
| Stage Four                                | - Випущено: 24 вересня 2013 р - Лейбл: Deathwish                                                         | 85                      |
| Етап четвертий                            | - Випущено: 16 вересня 2016 р - Лейбл: Epitaph                                                           | 168                     |
| Dead Horse X                              | - Випущено: 9 серпня 2019 р - Лейбл: Epitaph - Примітки: повний перезапис ...To the Beat of a Dead Horse | –                       |
| Lament                                    | - Випущено: 9 жовтня 2020 р - Лейбл: Epitaph                                                             | —                       |

### Живі альбоми
- 10 Years / 1000 Shows: Live at the Regent Theater (2018)

### Мініальбоми та спліти
- Demo (2008, No Sleep)
- Searching for a Pulse/The Worth of the World (разом з La Dispute) (2010, No Sleep)
- Touché Amoré / Make Do and Mend (разом з Make Do and Mend) (2010, 6131/Panic)
- Touché Amoré / The Casket Lottery (разом з The Casket Lottery) (2012, No Sleep)[24]
- Touché Amoré / Pianos Become the Teeth (разом з Pianos Become the Teeth) (2013, Deathwish/Topshelf)
- Touché Amoré / Title Fight (разом з Title Fight) (2013, Sea Legs)[25]
- Self Love (разом із Self Defense Family) (2015, Deathwish)
- Covers Vol. 1 (2021)
- Touché Amoré / Circa Survive (2022, разом з Circa Survive)

### Живі EP
- Live at WERS (2010, Condolences)
- Live on BBC Radio 1 (2012, Deathwish)
- Live on BBC Radio 1: Vol 2 (2014, Deathwish)
- Live on BBC Radio 1: Vol 3 (2017, Epitaph)

### Сингли
- «Gravity, Metaphorically» (2013)
- «Condolences»/«Available Flexi» (2015)
- «Green» (2018)
- «Deflector» (2019)

### Музичні кліпи
- «Home Away from Here» (2011)
- «Gravity, Metaphorically» (2013)[26]
- «Harbor» (2013)
- «Palm Dreams» (2016)
- «Skyscraper» (2016)
- «Benediction» (2017)
- «Green» (2018)
- «Limelight» (2020)
- «Reminders» (2020)
- «Lament» (2020)

### Внесок у збірки
- «Available» (кавер на The National; альбом-збірка A Comp for Mom) (2014, No Sleep Records)
- «Lounge Act» (кавер на Nirvana; триб'ют-альбом Whatever Nevermind) (2015, Robotic Empire)